# 魔神バンダー
『魔神バンダー』（まじんバンダー/ましんバンダー）は、1969年1月5日から同年3月30日までフジテレビ系で全13話が放送された特撮テレビ番組。カラー放送。放送時間は毎週日曜18:00 - 18:30（JST）。
製作は『怪獣マリンコング』を制作したニッサンプロダクションの後継であるNMCプロ。

## 概要
本作品は、1960年代半ばに手塚治虫の『魔神ガロン』をフジテレビで放映しようとパイロット版を制作したもののお蔵入りしたため、それを参考にする形で東連山が原作を担当して企画が進められた。当初、全26回の制作が予定されていたが、半分の13回に短縮された。制作自体は1966年に終了し、1967年7月2日より毎週日曜19:30 - 20:00で放送予定だったが、当時日曜18:30で放送中の『リボンの騎士』が「視聴率低迷」を理由に6月25日放送分で一旦休止（結局は30分繰り上げ。詳細は本項参照）、そして19:00の『マッハGoGoGo』の30分繰り上げで、新たに日曜19:00 - 20:00に1時間演芸番組『爆笑ヒットパレード』を設置するため、本作品は時間どりを再検討するものの、結局は放送が延期され、1969年になってやっと放映されることとなった。
この作品は通常の特撮ヒーロー番組の「変身するヒーロー」と違い、守護神バンダーが怒ると頭部が入れ替わり魔神バンダーになるという珍しい形態であった。

## ストーリー
パロン彗星から水爆の数千倍の威力を持つ宇宙エネルギー・オランが持ち去られた。オランを取り戻すため、パロンの王子とX1号が守護神バンダーとともに地球にやってくる。異形の怪人（手がハサミ状の王子たちのこと）の出現に政府は武装警官隊を出動させ攻撃を開始。王子は身を守るため守護神バンダーを呼ぶ。王子たちが地球に来た目的を知った立花博士は、王子たちに協力、オランを取り戻すため、バンダーと王子、X1号はオランを狙うゴーダー一味を始め、さまざまな悪人たちと戦う。戦いの末にオランは取り戻され、パロン彗星に帰ることになった王子とX1号。ところが・・・

## スタッフ
- 原作：東連山
- 脚本：浜田洋、上田しげし
- 音楽：大森盛太郎、横山菁児
- 撮影：井上寛、柳沢春雄
- 特殊撮影：常田弘之
- 特殊美術：池田宗弘、高橋章、前沢美朝
- 照明：村瀬信夫、井上清
- 美術：大橋豊一、佐藤袈裟考
- 編集：八木戸寛
- 助監督：土屋源次、市古賢次、美坂哲也、浦上不司止
- 撮影助手：井上勝、藤井敏貴、永井石成
- 照明助手：島村金次
- 美粧：工藤まさ子、矢吹京子
- 記録：八木戸春代、東紀子
- 制作進行：長尾茂久
- 現像：PCL、東洋現像所
- 録音：日本録音センター
- 効果：協立音響効果
- 小道具：日本芸能美術
- 制作主任：萩原徳三、山口謙二
- 協力：日本国内航空、トヨタ自動車販売株式会社
- 主題歌：「魔神バンダーの歌」（クラウンレコード）
  - 作詞：吉岡治 / 作曲：若月明人 / 歌：佐々木梨里）
- 制作：伊藤康祐、東連山、滝澤勝治
- 特技監督：上村貞夫
- 監督：堀内真直、西河健治
- 制作：フジテレビ、NMC

## 登場人物

### 魔神バンダー
演 - 菊池英一
宇宙エネルギー物質・オランを母星に持ち帰るという使命を受け、パロン彗星からやってきた平和の使者。身長はジャイアント馬場の約2倍だが、怒りに応じて数十倍、数百倍にも巨大化でき、体重は200キロから1.5トンと自由自在に変化する。超物質オランが動力源だが、ゼラチン状の超粘体の脳を有し、王子やX1号からは生命体として認知されている。独特の鳴き声を放ち、普段は丸い頭部に乳白色の目だが、怒ると目が赤くなり、頭部が引っ込んで青い目で角がある別の頭部が出現する。この状態が戦闘形態であり、口から火炎やミサイル、強風などを放ち、海水を吸い取る吸引能力を持つ。手はらせん状の特殊合金製で、指先からミサイルを放つ。脚部にはオランを調節するオラン炉があり、パロン彗星産の硬質石パラモンドで構成された足の爪が、飛行時の噴気孔になる。
最終回で日本を救うためミサイルに体当たりし、運命を共にした。その結果、王子とX1号はパロン彗星に帰る手段を失ってしまった。

### 立花研究所
立花博士
演 - 湊俊一
研究所所長
犬山五郎
演 - 浅香春彦
博士の助手を務める青年科学者
映子
演 - 加川淳子
博士の助手を務める女性

### アメリカンレポート
バーンズ
演 - フレッド・マイケル・ボサート
東京支社に属する敏腕記者。王子たちと協力して悪人と戦う。
エミー原田
演 - 吉野妙子
アメリカ本社から特派員としてに東京支社に派遣された。

### パロン彗星人
王子
演 - 角本秀夫
バンダーとは別にカプセルに乗って地球へとやって来た少年。地球人で言えば中学生ぐらいの風貌。人間たちからは「宇宙少年」と呼ばれる。雄叫びでバンダーを呼び、メダルで操作する役回りを行う。
X1号
演 - 平松慎吾
王子の護衛役。王子とは別のカプセルに乗って地球に来た。金髪に金髭で顔の色は緑。

## 放映リスト
サブタイトルは本放送時にはなし。
| 放映回数 | 放送日       |
| -------- | ------------ |
| 第1回    | 1969年1月5日 |
| 第2回    | 1月12日      |
| 第3回    | 1月19日      |
| 第4回    | 1月26日      |
| 第5回    | 2月2日       |
| 第6回    | 2月9日       |
| 第7回    | 2月16日      |
| 第8回    | 2月23日      |
| 第9回    | 3月2日       |
| 第10回   | 3月9日       |
| 第11回   | 3月16日      |
| 第12回   | 3月23日      |
| 第13回   | 3月30日      |

## 放送局
| 放送局               | 放送日時                  | 放送期間               |
| -------------------- | ------------------------- | ---------------------- |
| フジテレビ（制作局） | 日曜 18:00 - 18:30        | 1969年1月 - 3月        |
| 青森放送             | 火曜 18:00 - 18:30        | 1971年10月 - 1972年1月 |
| 山形放送             | 月曜 - 金曜 17:00 - 17:30 | 1970年9月              |
| 仙台放送             | 水曜 18:00 - 18:30        | 1972年7月 - 9月        |
| 福島テレビ           | 月曜 - 金曜 17:15 - 17:45 | 1970年8月 - 9月        |

## 再放送・ビデオソフト化
1970年代に何度か再放送が行われたが、その後再放送されることはなくなった。1984年に『怪獣マリンコング』がトランスグローバル社の通販限定でビデオソフト化されることとなり、特撮作品専門誌「宇宙船」Vol.18（1984年6月号）誌上のビデオソフト・レコード情報コーナーに記事が掲載された際、本作品についても「ファンの声があれば発売するとか…」とビデオソフト化がほのめかされたが、結局実現しなかった。
平成に入ってからは唯一、1994年6月に中京テレビの特撮番組再放送枠『今甦る!昭和ヒーロー列伝』で第1話・第5話・第13話が再放送された。これを最後に一切再放送は行われておらず、ビデオやLD・DVD・ブルーレイの発売はされていない。トランスグローバル社は2012年時点で、本作品の版権およびネガフィルムを所有している。
かつて日本テレビ系で放送されていた『スーパーJOCKEY』では部分的に映像が流れたことがある。

## 漫画版
本編製作が遅々として進まない中、虫プロから話を受けた井上智が『冒険王』で昭和41年10月号から連載を開始、昭和42年12月号で連載を終了、増刊号や別冊での単発読切掲載はテレビ放送が実現した昭和44年2月号まで飛び石で5回存在する。井上は、NMCから受け取ったバンダーのデザインがあまりにかっこ悪かったので勝手に変更したこと、脚本担当者がいなくなったため第二回以降はオリジナルストーリーになっていることを、「懐漫市 第3号」のインタビューで語っている。
2010年に「マンガショップ」から全4巻で単行本化された。この本では、原作が平田昭吾となっている。
また、テレビ版のエンディングでも井上智の原画が使用されている。